# Jan Fatka
Jan Fatka OCarm (* 14. Mai 1955 in Prachatice, Tschechoslowakei) ist ein tschechischer römisch-katholischer Ordenspriester, Karmelit und Krankenhausseelsorger. Er war Generaldelegat der Böhmisch-Mährischen Generaldelegation des Karmelitenordens und Gründer und Direktor des Karmelitenverlags.

## Leben
Fatka ist das einzige Kind von Jan und Ludmila Fatka. Er wuchs auf dem elterlichen Bauernhof in Žernovice auf. Nach einer Ausbildung von 1970 bis 1974 an der Landwirtschaftsschule in Dub u Prachatic machte er dort 1974 sein Abitur. Er arbeitete zunächst in der Landwirtschaft als Zuchttierpfleger in einem regionalen Zuchtbetrieb in Budweis.
Von 1974 bis 1976 absolvierte er seinen Grundwehrdienst. In dieser Zeit beschloss er Priester zu werden. Er schloss sich dem unter der kommunistischen Herrschaft verbotenen und illegal arbeitenden Karmelitenorden an.
1977 trat er in das Katholische Priesterseminar in Litoměřice ein. Dort studierte er bis 1982 Theologie. 1982 wurde er von Kardinal František Tomášek zum Priester geweiht. Er betreute als Priester verschiedene Pfarrgemeinden in der Diözese Budweis. Zusammen mit seinen Freunden widmete er große Anstrengungen dem Restaurieren von vernachlässigten Kirchengebäuden.
Nach der Samtenen Revolution arbeitete Fatka intensiv an der Erneuerung des Karmelitenordens in Tschechien. Für die Zeit von 1997 bis 2003 wurde er vom Generalprior des Karmelitenordens in Rom zum Generaldelegaten des tschechischen Karmelitenordens bestellt. Fatka gründete den Karmelitenverlag (Karmelitánské nakladatelství), den er von 1991 bis 2013 leitete.
Von 2003 bis 2013 war Fatka Pfarrvikar in Prag-Liboc, Kirche St. Fabian und Sebastian. Von 2013 bis 2014 arbeitete er als Krankenhausseelsorger für Prag. Von 2014 bis 2015 war er Krankenhausseelsorger am Universitätskrankenhaus Motol in Prag. Seit 2015 ist er Krankenhausseelsorger im Krankenhaus auf dem Homolka in Prag (Nemocnice Na Homolce).

## Wallfahrten
Fatka unternahm mehrere Fußwallfahrten nach Lisieux, Lourdes, Santiago de Compostela, Fátima. Seine Reisetagebücher veröffentlichte er: Na cestě s Terezií (deutsch: Auf dem Weg mit Therese), Na cestě: postřehy a prožitky z pouti Lurdy – Compostela – Fatima 2022 (deutsch: Auf dem Weg: Erkenntnisse und Erlebnisse der Pilgerreise Lourdes – Compostela – Fatima 2022). 2025 veröffentlichte er seine Memoiren unter dem Titel Karamel.

## Schriften (Auswahl)
- Karamel, 2025
- Na cestě s Terezií, 2023
- Na cestě, 2022
- Každý den je malým světlem: myšlenky světla a radosti zusammen mit anderen, Karmelitánské nakladatelství, 1995 , ISBN 80-85527-86-3